# ダルムシュタット行政管区
ダルムシュタット行政管区（またはダルムシュタット県、Regierungsbezirk Darmstadt）は、ドイツ連邦共和国のヘッセン州を構成する行政管区の一つ。
ヘッセン州は3つの行政管区によって構成されている。そのうち、ダルムシュタット行政管区は州南部に位置している。ヘッセン州の半数以上の人口が同行政管区に属している。
ダルムシュタット行政管区を構成する郡は以下の通り。
1. ベルクシュトラーセ郡（Bergstraße）
2. ダルムシュタット＝ディーブルク郡（Darmstadt-Dieburg）
3. グロース＝ゲーラウ郡（Groß-Gerau）
4. ホーホタウヌス郡（Hochtaunuskreis）
5. マイン＝キンツィヒ郡（Main-Kinzig-Kreis）
6. マイン＝タウヌス郡（Main-Taunus-Kreis）
7. オーデンヴァルト郡（Odenwaldkreis）
8. オッフェンバッハ郡（Offenbach）
9. ラインガウ＝タウヌス郡（Rheingau-Taunus-Kreis）
10. ヴェッテラウ郡（Wetteraukreis）

ダルムシュタット行政管区の郡独立市は以下の通り。
1. ダルムシュタット（Darmstadt）
2. フランクフルト・アム・マイン（Frankfurt am Main）
3. オッフェンバッハ（Offenbach am Main）
4. ヴィースバーデン（Wiesbaden）